# Каналски Врх
Каналски Врх (словен. Kanalski Vrh, итал. Verco di Canale) је насељено место у општини Канал об Сочи, Горишка регија, Словенија.

## Историја
До територијалне реорганизације у Словенији био је у саставу старе општине Нова Горица.

## Становништво
У попису становништва из 2011. године, Каналски Врх је имао 57 становника.
| Број становника према пописима | Број становника према пописима | Број становника према пописима |
| ------------------------------ | ------------------------------ | ------------------------------ |
| 1991                           | 2002                           | 2011                           |
| 74                             | 60                             | 57                             |

Напомена: До 1952. исказивано под именом Врх.